# مینارد (مینه‌سوتا)
مینارد، مینه‌سوتا (به انگلیسی: Maynard, Minnesota) یک شهر در ایالات متحده آمریکا است که در Chippewa County واقع شده‌است.

## خصوصیات
مینارد ۱٫۶۸ کیلومترمربع مساحت و ۳۶۶ نفر جمعیت دارد و ۳۱۴ متر بالاتر از سطح دریا واقع شده‌است.